# Döbrönte
Döbrönte (deutsch veraltet: Dewrenten) ist eine Gemeinde in Mitteltransdanubien, etwa zehn Kilometer südöstlich von Pápa am nördlichen Rand des Bakonygebirges. Das Ortsbild wird von der Burgruine Szarvaskő geprägt.

## Geschichte

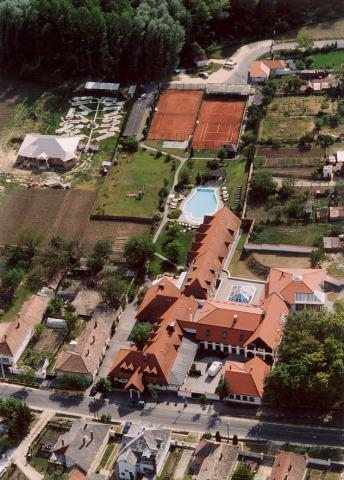
Döbrönte (2007)

Erstmals urkundlich erwähnt wurden Dorf und Burg im 14. Jahrhundert. Während der osmanisch-habsburgischen Kämpfe um Ungarn (16./17. Jahrhundert) wurde die Burganlage zerstört und der Ort verlassen. Seit 1760 wurden Döbrönte durch angeworbene deutsche Siedler, sogenannte Donauschwaben wieder aufgebaut. Durch Charles Moreau und Joseph Kornhäusel entstand 1815 die  klassizistische Pfarrkirche. Mit der Ausweisung eines Großteils der deutschen Bewohner und dem Zuzug von Ungarn vollzog sich nach dem Zweiten Weltkrieg ein Bevölkerungsaustausch. Seit den 1960er Jahren hat sich in Döbrönte ein sanfter Tourismus entwickelt.

## Sehenswürdigkeiten
- Römisch-katholische Kirche Fájdalmas Szűz, erbaut 1810–1815